# Jardim Bulhão Pato
O Jardim Bulhão Pato é um jardim infantil localizado em Lisboa. O parque fica localizado na Rua Antônio Luís Inácio é é coordenado pela C. M. Lisboa Direção Municipal de Ambiente Urbano, entidade ligada à administração da cidade.